# Alberto Ammann
Alberto Ammann est un acteur argentin, né le 21 décembre 1978 à Córdoba.
Il est connu notamment pour son interprétation du narcotrafiquant Pacho Herrera, l'un des parrains du cartel de Cali, dans la série Narcos.

## Vie privée
Il est marié avec l'actrice Clara Mendez-Leite.

## Filmographie

### Cinéma
- 2009 : Cellule 211 (Celda 211) de Daniel Monzón : Juan Oliver
- 2010 : Lope d'Andrucha Waddington : Lope de Aguirre
- 2011 : Eva de Kike Maíllo : David Garel
- 2012 : Invasor de Daniel Calparsoro : Pablo
- 2012 : Tesis sobre un homicidio de Hernán Goldfrid
- 2013 : Mindscape de Jorge Dorado : Tom Ortega
- 2013 : The Chase de Daniel Calparsoro : Navas
- 2022 : Overdose d'Olivier Marchal : Eduardo Garcia
- 2022 : Border Line (Upon Entry (La llegada)) d'Alejandro Rojas, Juan Sebastián Vásquez : Diego

### Télévision
- 2015 - 2016 : Narcos :  Hélmer "Pacho" Herrera (saisons 2 et 3)
- 2016 - 2018 : Mars : Javier Delgado
- 2018 : Narcos: Mexico :  Hélmer "Pacho" Herrera
- 2022 : La nuit sera longue : Hugo Roca
- 2024 : Griselda : Alberto Bravo

### Publicité
- 2011 : Coco Mademoiselle de Joe Wright pour Chanel

## Distinctions
- 2010 : Prix Goya du meilleur espoir masculin pour Cellule 211.